# Koniakary
Koniakary (ou Kouniakary) est une ville et une commune urbaine malienne de l'arrondissement central de Ségala, dans le cercle de Ségala, région de Kayes. Elle se situe à 65 km à l'est de Kayes dans la pays Diombougou.

## Géographie
La localité de Koniakary est située au sud de la route nationale RN 1 (axe Kayes-Diangounté-Diéma) à 66 km à l'est du chef-lieu régional Kayes et à 550 km au nord-ouest de la capitale Bamako. Elle est installée à 77 m d'altitude sur la rive droite du Kirgou principal marigot de la commune et affluent de la Kolombiné, dans le bassin versant du fleuve Sénégal.
|        | Marintoumania |               |
| Ségala | Koniakary     | Marintoumania |
|        | Ségala        |               |

## Histoire
En 1855, El Hadj Oumar Tall y fait construire un tata, fort défensif. Haut de 6 mètres, long de 115 et large de 107, le tata avec ses huit tours a été bâti en pierre plate extraite d’une carrière distante de 2,5 km. Le 14 novembre 2011, le Conseil des ministres a adopté un projet de décret relatif au classement dans le patrimoine culturel national du Tata de Koniakari.
Le canton de Koniakary est instauré en 1900 par l'administration coloniale française. Les cantons sont dissous en 1958, la ville fait dès lors partie de l'arrondissement de Ségala. La commune située initialement dans le cercle de Kayes est versée dans le cercle de Ségala, lors de la réforme administrative de 2023.

## Quartiers
La commune urbaine est composée de neuf quartiers : Bababé, Bambara, Birondigui, Centre, Diaobé, Djéré, Khasso, Kolongha, Koto.

## Population
La population est composée de trois ethnies principales : peuls, khassonkés et bambaras, les peuls sont majoritaires et présents dans 7 quartiers, les Khassonkés et Bambaras occupent chacun un quartier.

## Politique
| Année | Maire élu     | Parti politique |
| 2004  | Bassirou Bane | URD             |
| 2009  | Bassirou Bane | URD             |
| 2016  | Bassirou Bane | URD             |

## Personnalités nées à Koniakary
- Manga Dembélé, homme politique
- El Hadj Amadou Diallo, Imam de la grande mosquée de Zone4/C, président du COSIM Marcory
- Abdoul Malick Diallo, formateur spécialisée[En quoi ?]
- Pr Abdoulaye Dabo, Officier de l'ordre National, détenteur d'un professorat en parasitologie, professeur d'enseignement supérieur, directeur général du Centre National de la recherche scientifique et technologique, auteur de plusieurs thèses, articles et chapitres de livres publiés et aussi responsable du programme (FCRIT)[réf. souhaitée]
- Mamadou Bane junior, consul honoraire du Sénégal à Kayes.

## Coopération internationale
- Villetaneuse (France), depuis 2006[5].

## Lien
- Monographie de la commune urbaine de Koniakary, GRDR, 2007.